# Pietrzejowice
Pietrzejowice – wieś w Polsce położona w województwie małopolskim, w powiecie krakowskim, w gminie Kocmyrzów-Luborzyca.
| SIMC    | Nazwa               | Rodzaj    |
| ------- | ------------------- | --------- |
| 0322554 | Parcelacja Druga    | część wsi |
| 0322560 | Parcelacja Pierwsza | część wsi |
| 0322577 | Zielona             | część wsi |

Wieś duchowna, własność opactwa benedyktynów na Św. Krzyżu położona była w drugiej połowie XVI wieku w powiecieproszowskim województwa krakowskiego. W latach 1975–1998 miejscowość administracyjnie należała do województwa krakowskiego.